# Valor Econômico
Valor Econômico est un journal économique brésilien.